# 日本女性学会
日本女性学会（にほんじょせいがっかい）は、人間としての女性尊重の立場から学際的に女性およびその関連の諸問題を研究する学問である「女性学」の、日本での確立を目標として1979年に設立された。

## 概要
ニュースレター・学会誌の刊行、研究会の開催などに加え、選択的夫婦別姓制度をはじめとする民法改正の提言など、女性の視点からのアピールも行っている。2015年4月現在の代表幹事は古久保さくら。